# Brit le'umit mitkademet
Brit le'umit mitkademet (hebrejsky ברית לאומית מתקדמת‎; doslova „Pokroková národní aliance“) byla izraelská politická strana založená na přelomu 20. a 21. století Hašimem Mach'amidem, zaměřená na obhajobu zájmů izraelských Arabů.
Původně se nazývala Achdut le'umit - ha-Brit ha-le'umit ha-mitkademet (hebrejsky אחדות לאומית – הברית הלאומית המתקדמת‎; doslova „Národní jednota - Pokroková národní aliance“).

## Okolnosti vzniku strany
Strana vznikla během funkčního období patnáctého Knesetu, když tři poslanci opustili Sjednocenou arabskou kandidátku. Dva z nich, Muhammad Kanaán a Taufíq Chatíb, ustavili novou stranu nazvanou Arabská národní strana, zbylý odcházející poslanec, Hašim Mach'amid, založil stranu Pokroková národní aliance.
Zatímco Arabská národní strana v následujících volbách v roce 2003 nekandidovala, formace Hašima Mach'amida se dočasně proměnila v plnohodnotně fungující politickou stranu. Ve volbách dostala 20 571 hlasů (0,7 %), což ale nestačilo na zisk mandátu, protože to byla jen necelá polovina zisku nutného pro vstup do parlamentu. Mezi izraelskými Araby dosáhla podpory 6,3 %, téměř výlučně v domovském městě Hašima Mach'amida Umm al-Fahm.
V říjnu 2003 strana kandidovala v komunálních volbách v Umm al-Fachm na společné listině se stranou Balad, formací Hnutí synů vesnice a izraelsko-židovskou stranou Chadaš. Od té doby už samostatně nevystupovala. Hašim Mach'amid se před volbami v roce 2006 neúspěšně pokoušel o zisk místa na kandidátní listině strany Chadaš.